# Aloisova výšina (rozhledna)
Rozhledna Aloisova výšina (Aloisiushöhe) se nachází na Pohradické hoře v katastrálním území Pohradice, náležejícím obci Světec v okrese Teplice v Ústeckém kraji. Z rozhledny se dochovaly jen zbytky zdí.

## Historie
Svým vznikem v roce 1838 je Aloisova výšina jednou z nejstarších rozhleden v Českém středohoří. Na jejím postavení měl hlavní zásluhu pražský arcibiskup Alois Josef Schrenk, který často pobýval na blízkém arcibiskupském zámku ve Světci, který v polovině 19. století nechal přestavět. Podle něj také byla rozhledna pojmenována, když nesla název Aloisiushöhe. Přístup k ní vedl po promenádě, která ji spojovala se světeckým zámkem. Po arcibiskupově smrti však přestal být o rozhlednu zájem a ta začala postupně chátrat. Snahu o její renovaci zastavila první světová válka. Definitivně zničena byla po druhé světové válce v důsledku důlní činnosti v nejbližším okolí. Dnes se z ní dochovaly jen zbytky zdiva.

## Technické parametry
Pohradická hora, na které se rozhledna nachází, má dva vrcholy. Na tom severním stála vlastní rozhledna, tvořená věží o průměru 6 metrů a výšce 15 metrů. Postavena byla v novogotickém slohu: Měla lomená okna a koruna věže byla zakončena cimbuřím. Zřejmě byla dvoupatrová. Na jižním vrcholu stál vyhlídkový altán. Zatímco z věže zbylo jen základové zdivo, z altánu se dochovaly i zbytky okenních otvorů v přízemí. Na kopci jsou porůznu umístěny pozůstatky dalších staveb, zřejmě sociálního zázemí. 

## Přístup
Z Ohníče nebo z Kostomlat po žlutém turistickém značení. V místě 50°34′19″ s. š., 13°50′47″ v. d. ze značky odbočíme na polní cestu. Na první křižovatce opět odbočíme doprava, přijdeme k lesnímu porostu kopce a po 100 metrech odbočuje cesta na vrchol.

## Rozhled
Za dobrého počasí je vidět pás Krušných hor s Klínovcem, dále Hněvín (České středohoří), Doubravskou horu, elektrárnu Ledvice, Komáří vížku, Děčínský Sněžník a mnoho kopců Českého středohoří. Nenápadný kopec nabízí nečekaný rozhled.

## Galerie

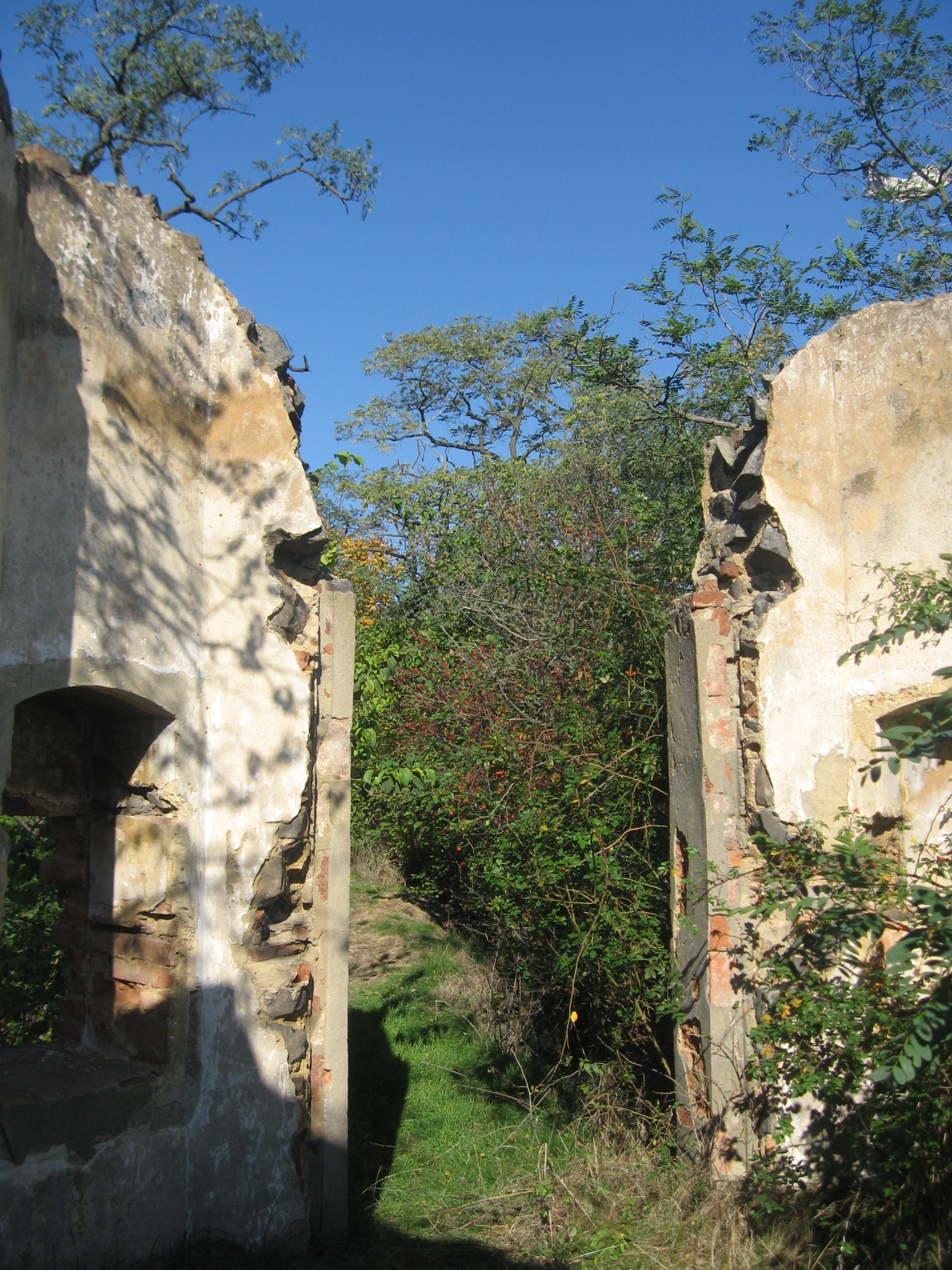
Interiér altánu se zbytky oken
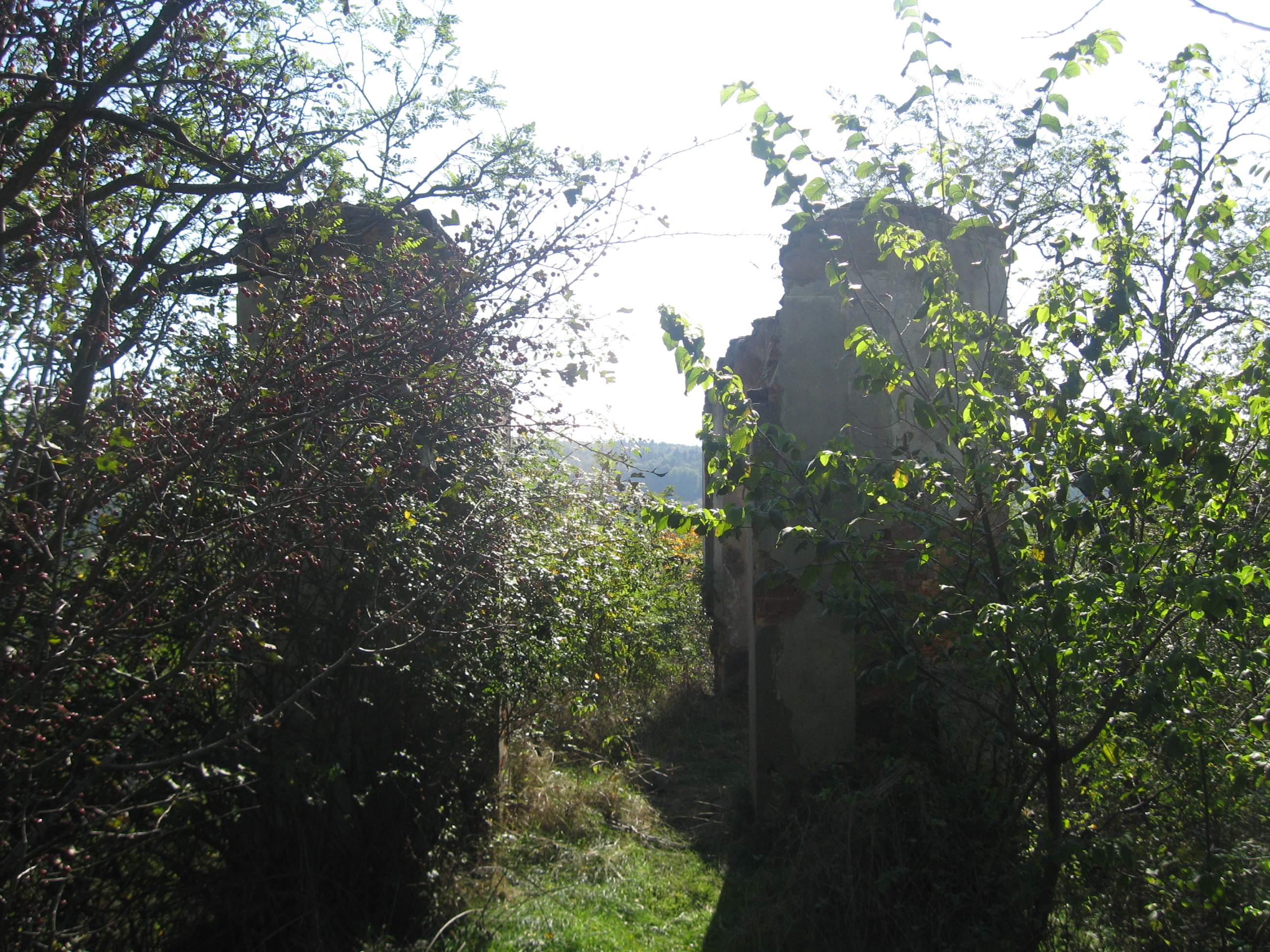
Fasáda altánu